# 横山運平
横山 運平（よこやま うんぺい、1881年1月1日 - 1967年4月3日）は、日本の俳優。滋賀県犬上郡彦根町（現在の同県彦根市）出身。日本初の劇映画に出演したことで、日本の映画俳優第一号となった。本名は横山 弥太郎（よこやま やたろう）。

## 来歴
1881年（明治14年）1月1日、滋賀県犬上郡彦根町（現在の同県彦根市）に生れる。
1893年（明治26年）、新派劇の草分けである、角藤定憲の一座に入り、子役として舞台に立つ。1899年（明治32年）、上京して、「赤坂演技座」で書生芝居に出演。同年、駒田好洋の「日本率先活動写真会」が日本での活動写真制作を開始。三越写真部の柴田恒吉と共同で、同年に実際に起こった脱獄事件を題材に、日本最初の劇映画『ピストル強盗清水定吉』を製作。横山は警官の役で出演し、日本最古の映画俳優になる。
その後、関西に移り、伊井蓉峰など新派劇の一座を転々とした後、高田実の下で舞台に立っていたが、1912年（明治45年）、吉沢商店目黒撮影所に入る。同年、吉沢商店など4社が合併して日本活動写真株式会社が創立されるとこれに参加する。ここで作られた多数の新派劇に題材をとった活動写真に多数出演した。1922年（大正11年）、田中栄三監督の『京屋襟店』に出演、同作の完成試写の夜、藤野秀夫、衣笠貞之助、東猛夫ら12名の幹部俳優らと共に日活を退社。同年、国際活映巣鴨撮影所に入った。1923年（大正12年）の国活崩壊でマキノ映画製作所等持院撮影所に移り、『超現代人』などに主演した。マキノ映画製作所は1924年（大正13年）に東亜キネマに吸収合併された。同年、帝国キネマ芦屋撮影所に移り『嘆きの村』『薫る水仙』などに主演。1925年（大正14年）の帝キネ分裂後は東邦映画製作所に所属した。しかし、東邦映画はわずか2ヶ月で解散し、東亜キネマ甲陽撮影所に移った。
1929年（昭和4年）、日活に戻り、名脇役として活躍した。1937年（昭和12年）、東宝映画に転じた。戦後は新東宝、日活と移り、貴重な老け役として数多くの作品に出演、活躍を続けた。1962年（昭和37年）、東宝の大作『忠臣蔵 花の巻・雪の巻』への出演を最後に引退するまで63年間、映画俳優を続けた。出演作品数は320本以上。1966年（昭和41年）、勲五等。
1967年（昭和42年）4月3日、老衰のため東京都世田谷区祖師谷にある自宅で死去した。満86歳没。

## 人物・エピソード
愛称は「オヤジ」。昭和37年、東宝一千本記念映画『忠臣蔵 花の巻・雪の巻』を製作する際、監督の稲垣浩は映画界最古参俳優の横山の起用を決めた。横山は「もう僕らの出る幕じゃない」と言ったが、稲垣は「これは東宝の一千本記念映画だから、オヤジは出る権利も義務もある」と出演を勧めた。横山の出演場面にはフランキー堺も出ていて、フランキーは横山を見るとその前に両手をつき、「わたくしフランキー堺と申します。どうぞよろしくお願いします」と丁寧に挨拶した。横山はそのあと稲垣に、「若いけど珍しく感心な男だネ」と言った。稲垣は「あれが当たり前なんだよ、近頃は当たり前のことをみんながしなくなったから感心に見えるのさ」と返した。

## 出演作品

### 映画
- ピストル強盗清水定吉（1899年）
- 苦学生（1911年、吉沢商店）
- 悲劇百合子 前篇（1913年、日活）
- 暗の女（1913年、日活）
- 人の妻（1913年、日活）
- 橘花子（1913年、日活）
- 紅筆日記（1914年、日活）
- 桜月夜（1915年、日活）
- 狂美人（1915年、日活）
- 洋妾の娘（1916年、日活）
- うき世（1916年、日活）
- うき雲（1916年、日活）
- 伯爵御次男（1916年、日活）
- 初恋（1916年、日活）
- 蝉しぐれ（1916年、日活）
- むら雲（1916年、日活）
- 怨みの鐘（1916年、日活）
- ホトトギス（1916年、日活）
- 女舞鶴（1916年、日活）
- 残月（1916年、日活）
- 木枯らし（1916年、日活）
- 鬼いばら（1916年、日活）
- 北浜あらし（1916年、日活）
- 孝女白菊（1916年、日活）
- 二人静（1917年、日活）
- あかね染（1917年、日活）
- 竜巻（1917年、日活）
- 罪の子（1917年、日活）
- うき身（1917年、日活）
- 若き女の半生（1917年、日活）
- 通夜物語（1917年、日活）
- 毒草（1917年、日活）
- つきぬ涙（1917年、日活）
- 己が罪（1917年、日活）
- 春の海（1917年、日活）
- 銀の鍵（1917年、日活）
- 結婚の夜（1917年、日活）
- 捨小舟（1917年、日活）
- 人の情（1917年、日活）
- 誘惑（1917年、日活）
- 若葉の宿（1917年、日活）
- 雨夜の女（1917年、日活）
- 浪まくら（1917年、日活）
- 夕刊売（1917年、日活）
- 恋の一念（1917年、日活）
- 女ごころ（1917年、日活）
- 白萩（1917年、日活）
- 木の間の月（1917年、日活）
- 姫百合（1917年、日活）
- さんざ時雨（1917年、日活）
- 霧の雨（1917年、日活）
- 孔雀草（1917年、日活）
- 黒潮（1917年、日活）
- 落椿（1918年、日活）
- 七色指環（1918年、日活）
- 犠牲（1918年、日活）
- 雪枝夫人（1918年、日活）
- 暁（1918年、日活）
- 捨てられた母（1918年、日活）
- 生ける屍（1918年、日活）
- 金色夜叉（1918年、日活）
- 桜の園（1918年、日活）
- 涙の雨（1918年、日活）
- 黒水晶（1918年、日活）
- 乳姉妹（1918年、日活）
- 兄と弟（1918年、日活）
- 父の涙（1918年、日活）
- うすき縁（1918年、日活）
- 夕潮（1918年、日活）
- 侠艶録（1918年、日活）
- 子煩悩（1918年、日活）
- つきぬ恨（1918年、日活）
- 乳屋の娘（1918年、日活）
- 乃木将軍（1918年、日活）
- 女一代（1918年、日活）
- 恋の浮島（1918年、日活）
- 大西郷（1919年、日活）
- 新橋情話（1919年、日活）
- 野蛮人（1919年、日活）
- 恋の犠牲（1919年、日活）
- 散りゆく花（1920年、日活）
- 尼港最後の日（1920年、日活）
- 金色夜叉（1921年、日活）
- 侠艶録（1921年、日活）
- 浮き沈み（1921年、日活）
- 闇のかほり（1922年、日活）
- 破れ三味線（1922年、日活）
- 水道人夫（1922年、日活）
- 不如帰（1922年、日活）
- 響（1922年、日活）
- 浮草の恋（1922年、日活）
- 恋より死へ（1922年、日活）
- 京屋襟店（1922年、日活） - 般若の虎という悪者
- 鷲津村の娘（1923年、国活）
- 老僧の恋（1923年、国活）
- 涙の親子（1923年、国活）
- 愛情の極み（1923年、国活）
- 二羽の小鳥（1923年、マキノ）
- 彼の山越えて（1923年、マキノ）
- 燕の歌（1923年、マキノ）
- 大自然（1923年、マキノ） - 山の老人
- 魔の池（1923年、マキノ）
- 悩める子羊（1923年、マキノ）
- 青春の悲歌（1923年、マキノ）
- 武悪の面（1924年、マキノ） - 能面師満慶
- 桐の雨（1924年、マキノ） - 虎蔵
- 寂しき村（1924年、マキノ）
- 超現代人（1924年、マキノ） - 土方源吉
- 花咲爺（1924年、マキノ）
- 煩悩地獄（1924年、マキノ） - 老僕平作
- 鉄窓に見る月（1924年、マキノ）
- 狂恋の舞踏（1924年、マキノ）
- 嵐の精霊（1924年、東亜）
- どん底（1924年、東亜マキノ）
- 盗（1924年、東亜）
- 嘆きの村（1924年、帝キネ）
- 幸福（1925年、帝キネ）
- 行路（1925年、帝キネ）
- 怒髪（1925年、帝キネ）
- 薫る水仙（1925年、帝キネ）
- 義民宗吾（1925年、帝キネ）
- 運兵正戦（1925年、東邦）
- 若き日の唄（1925年、東亜）
- 疑惑の下に（1925年、東亜）
- 風船玉（1925年、東亜）
- 春の歌（1926年、東亜） - 主人重蔵
- 仮面（1926年、東亜）
- 臆病者（1926年、東亜）
- 相馬大作（1926年、東亜）
- 妖刀村正（1926年、東亜）
- 悲恋心中ヶ丘（1926年、東亜）
- 富士に立つ影（1926年、東亜）
- 雄剣（1926年、東亜）
- 怪讐（1926年、東亜）
- 熊野路（1926年、東亜） - 田辺左衛門能康
- 剣難女難（1927年、東亜） - 富田五郎左衛門
- 英雄（1927年、東亜）
- 砂絵呪縛（1927年、東亜） - 砂絵師藤兵衛
- 不破数右衛門（1928年、東亜）
- 新版大岡政談（1928年、東亜） - 小野塚鉄斎
- 巷談浮世傘（1928年、東亜）
- 恋文（1928年、東亜）
- 灰燼（1929年、日活）
- 英傑秀吉（1929年、日活） - 庄屋八兵衛
- 半身（1929年、日活） - 早瀬の父
- 百面相（1929年、日活） - 席亭主人
- 半人半獣（1929年、日活） - 牛と呼ばれる男
- 都会交響楽（1929年、日活） - 藤井の鞄持ち安田
- 唐人お吉（1930年、日活） - 中村出羽守
- ミスター・ニッポン（1931年、日活） - 鴨志田
- しかも彼等は行く（1931年、日活） - 桂庵
- 太平洋横断（1931年、日活）
- 丹下左膳（1933年、日活） - 作爺
- 炬火（1933年、日活） - 祖父
- 銃後に咲く（1934年、日活） - 喜兵衛
- 佐渡情話（1934年、日活） - 父茂平
- お艶殺し（1934年、日活） - 砂村徳兵衛
- 国定忠次（1935年、日活） - 岩間の伍助
- 海国大日本（1935年、日活） - 船長
- 関の弥太ッぺ（1935年、日活） - 田毎の才兵衛
- 怪盗白頭巾（1935年、日活） - 柳家老爺利助
- 人生劇場（1936年、日活） - 父甚
- 海鳴り街道（1936年、日活） - 作兵衛
- 栗山大膳（1936年、日活） - 百姓 吾助
- お祭り佐七（1936年、日活） - 人形師与八
- 丹下左膳 日光の巻（1936年、日活） - 作兵衛
- 森の石松（1937年、日活） - 源兵衛
- 極楽三度笠（1937年、日活） - 山形屋藤平
- 藤十郎の恋（1938年、東宝） - 楽屋番徳兵衛
- 鶴八鶴次郎（1938年、東宝） - 場末の寄席の下足番
- チョコレートと兵隊（1938年、東宝） - 紙芝居の老人
- エノケンのがっちり時代（1939年、東宝） - かすみの父
- 忠臣蔵（1939年、東宝） - 門番久助
- 白蘭の歌（1939年、東宝） - 下男
- 蛇姫様（1940年、東宝） - 甚兵衛
- 二人の世界（1940年、東宝） - 矢野技師
- 長谷川・ロッパの家光と彦左（1941年、東宝） - 酒井左衛門尉宗次
- 白鷺（1941年、東宝） - おでんやの親爺
- 指導物語（1941年、東宝） - 老炭水夫
- わが愛の記（1941年、東宝） - 田舎の老人
- 川中島合戦（1941年、東宝） - 仁吉
- 男の花道（1941年、東宝） - 鳶の頭
- 母の地図（1942年、東宝） - 伊作老人
- 一番美しく（1944年、東宝） - 寮の小使
- 或る夜の殿様（1946年、東宝） - 掃除人
- 細雪（1950年、新東宝） - 板倉の父
- 暁の追跡（1950年、新東宝） - 麹町の老人
- 若様侍捕物帖 呪いの人形師（1950年、新東宝） - 目明し越後屋弥助
- 西鶴一代女（1952年、新東宝） - 貸衣装屋
- 女の一生（1953年、近代映画協会）
- 村八分（1953年、近代映画協会） - 山口のじいさん
- 次郎長三国志 第六部（1953年、東宝） - 鬼吉の親爺
- 血槍富士（1955年、東映） - 与茂作
- 下郎の首（1955年、新東宝） - 嘉十
- 人間魚雷回天（1955年、新東宝）
- 赤城の血祭（1955年、新東宝） - 一膳飯屋久助
- 黒猫館に消えた男（1956年、新東宝） - 鈴村銀右衛門
- 現代の欲望（1956年、新東宝） - 一膳めしやの親爺
- 四谷怪談（1956年、新東宝） - 浄念和尚
- 壁あつき部屋（1956年、新鋭プロ） - M爺さん
- 関八州尾大利根の対決（1957年、新東宝） - 信夫の常吉
- 明治天皇と日露大戦争（1957年、新東宝） - 老紳士
- あらくれ（1957年、東宝） - 浜屋の爺さん
- 船頭姉妹（1957年、新東宝） - 古川老人
- 阿波狸変化騒動（1958年、新東宝） - 淡路先山の芝右衛門狸
- 海底から来た女（1959年、日活） - 源爺
- 天下を取る（1960年、日活） - 伊田六左衛門
- ふんどし医者（1960年、東宝） - 船頭
- ゲンと不動明王（1961年、東宝） - 安井
- 忠臣蔵 花の巻・雪の巻（1962年、東宝） - 平五郎の叔父